# Grand Prix w Piłce Siatkowej Kobiet 1993
Grand Prix w piłce siatkowej kobiet 1993 - siatkarski turniej rozegrany w dniach 28 maja-20 czerwca 1993 r. 
W Grand Prix brało udział 8 reprezentacji narodowych. Finał turniej odbył się w Hongkongu.

## Uczestnicy
| Ameryka Północna/Południowa     | Azja                           | Europa       |
| ------------------------------- | ------------------------------ | ------------ |
| Brazylia Kuba Stany Zjednoczone | Korea Południowa Chiny Japonia | Rosja Niemcy |

## Faza eliminacyjna

### Pierwszy weekend

#### Grupa A
Seul
| Data  | Drużyna 1        | Wynik | Drużyna 2         | 1     | 2     | 3     | 4     | 5    | * |
| ----- | ---------------- | ----- | ----------------- | ----- | ----- | ----- | ----- | ---- | - |
| 28.05 | Chiny            | 3:1   | Stany Zjednoczone | 15:10 | 11:15 | 15:10 | 15:9  |      |   |
| 28.05 | Korea Południowa | 3:2   | Brazylia          | 7:15  | 12:15 | 15:12 | 15:8  | 15:8 |   |
| 29.05 | Brazylia         | 3:0   | Chiny             | 17:15 | 15:13 | 15:10 |       |      |   |
| 29.05 | Korea Południowa | 3:0   | Stany Zjednoczone | 15:3  | 15:6  | 15:12 |       |      |   |
| 30.05 | Brazylia         | 3:1   | Stany Zjednoczone | 15:10 | 14:16 | 15:12 | 15:7  |      |   |
| 30.05 | Korea Południowa | 3:1   | Chiny             | 15:5  | 15:13 | 13:15 | 15:10 |      |   |

#### Grupa B
Tokio
| Data  | Drużyna 1 | Wynik | Drużyna 2 | 1     | 2     | 3     | 4     | 5 | * |
| ----- | --------- | ----- | --------- | ----- | ----- | ----- | ----- | - | - |
| 28.05 | Rosja     | 3:1   | Kuba      | 16:14 | 15:7  | 7:15  | 15:10 |   |   |
| 28.05 | Japonia   | 3:0   | Niemcy    | 15:8  | 15:8  | 15:2  |       |   |   |
| 29.05 | Kuba      | 3:0   | Niemcy    | 15:10 | 15:8  | 15:6  |       |   |   |
| 29.05 | Japonia   | 3:1   | Rosja     | 16:14 | 5:15  | 15:5  | 15:12 |   |   |
| 30.05 | Rosja     | 3:1   | Niemcy    | 15:7  | 7:15  | 15:5  | 15:8  |   |   |
| 30.05 | Kuba      | 3:1   | Japonia   | 13:15 | 15:11 | 15:11 | 15:10 |   |   |

### Drugi weekend

#### Grupa C
Bangkok
| Data  | Drużyna 1 | Wynik | Drużyna 2        | 1     | 2     | 3     | 4     | 5     | * |
| ----- | --------- | ----- | ---------------- | ----- | ----- | ----- | ----- | ----- | - |
| 04.06 | Brazylia  | 3:1   | Rosja            |       |       |       |       |       |   |
| 04.06 | Kuba      | 3:0   | Korea Południowa |       |       |       |       |       |   |
| 05.06 | Kuba      | 3:0   | Brazylia         | 15:7  | 15:12 | 15:2  |       |       |   |
| 05.06 | Rosja     | 3:1   | Korea Południowa | 15:10 | 15:12 | 13:15 | 15:6  |       |   |
| 06.06 | Kuba      | 3:1   | Rosja            | 15:13 | 15:6  | 8:15  | 15:12 |       |   |
| 06.06 | Brazylia  | 3:2   | Korea Południowa | 14:16 | 7:15  | 16:14 | 15:10 | 15:11 |   |

#### Grupa D
Kuala Lumpur
| Data  | Drużyna 1         | Wynik | Drużyna 2         | 1     | 2     | 3     | 4     | 5     | * |
| ----- | ----------------- | ----- | ----------------- | ----- | ----- | ----- | ----- | ----- | - |
| 04.06 | Chiny             | 3:0   | Niemcy            | 16:14 | 17:15 | 15:5  |       |       |   |
| 04.06 | Stany Zjednoczone | 3:0   | Japonia           | 15:7  | 15:6  | 15:13 |       |       |   |
| 05.06 | Niemcy            | 3:2   | Japonia           | 12:15 | 7:15  | 15:10 | 17:15 | 15:9  |   |
| 05.06 | Chiny             | 3:2   | Stany Zjednoczone | 15:9  | 11:15 | 8:15  | 15:12 | 15:12 |   |
| 06.06 | Stany Zjednoczone | 3:1   | Niemcy            | 15:12 | 15:1  | 9:15  | 15:10 |       |   |
| 06.06 | Chiny             | 3:1   | Japonia           | 15:13 | 15:11 | 9:15  | 15:10 |       |   |

### Trzeci weekend

#### Grupa E
Sydney
| Data  | Drużyna 1         | Wynik | Drużyna 2         | 1     | 2     | 3     | 4     | 5     | * |
| ----- | ----------------- | ----- | ----------------- | ----- | ----- | ----- | ----- | ----- | - |
| 11.06 | Chiny             | 3:1   | Stany Zjednoczone | 15:8  | 15:7  | 6:15  | 15:5  |       |   |
| 11.06 | Kuba              | 3:1   | Rosja             |       |       |       |       |       |   |
| 12.06 | Stany Zjednoczone | 3:2   | Rosja             | 7:15  | 13:15 | 15:13 | 17:16 | 17:15 |   |
| 12.06 | Kuba              | 3:1   | Chiny             | 14:16 | 15:3  | 15:8  | 15:13 |       |   |
| 13.06 | Rosja             | 3:1   | Chiny             | 9:15  | 15:10 | 15:6  | 15:8  |       |   |
| 13.06 | Kuba              | 3:1   | Stany Zjednoczone | 16:14 | 15:11 | 3:15  | 16:14 |       |   |

#### Grupa F
Tajpej
| Data  | Drużyna 1        | Wynik | Drużyna 2        | 1     | 2    | 3     | 4     | 5     | * |
| ----- | ---------------- | ----- | ---------------- | ----- | ---- | ----- | ----- | ----- | - |
| 11.06 | Korea Południowa | 3:1   | Niemcy           | 15:9  | 15:9 | 7:15  | 15:4  |       |   |
| 11.06 | Brazylia         | 3:1   | Japonia          |       |      |       |       |       |   |
| 12.06 | Korea Południowa | 3:2   | Japonia          | 8:15  | 1:15 | 16:14 | 15:12 | 15:13 |   |
| 12.06 | Brazylia         | 3:0   | Niemcy           |       |      |       |       |       |   |
| 13.06 | Brazylia         | 3:1   | Korea Południowa | 11:15 | 15:3 | 15:5  | 15:5  |       |   |
| 13.06 | Japonia          | 3:1   | Niemcy           |       |      |       |       |       |   |

### Tabela fazy eliminacyjnej
| Lp. | Drużyna           | Pkt | Mecze | Mecze | Mecze | Sety | Sety | Sety  |
| Lp. | Drużyna           | Pkt | M     | W     | P     | wyg. | prz. | ratio |
| --- | ----------------- | --- | ----- | ----- | ----- | ---- | ---- | ----- |
| 1   | Kuba              | 17  | 9     | 8     | 1     | 25   | 5    | 5.000 |
| 2   | Brazylia          | 16  | 9     | 7     | 2     | 23   | 12   | 1.917 |
| 3   | Chiny             | 14  | 9     | 5     | 4     | 18   | 17   | 1.059 |
| 4   | Korea Południowa  | 14  | 9     | 5     | 4     | 19   | 18   | 1.056 |
| 5   | Rosja             | 13  | 9     | 4     | 5     | 18   | 19   | 0.947 |
| 6   | Japonia           | 12  | 9     | 3     | 6     | 16   | 20   | 0.800 |
| 7   | Stany Zjednoczone | 12  | 9     | 3     | 6     | 12   | 21   | 0.571 |
| 8   | Niemcy            | 10  | 9     | 1     | 8     | 7    | 26   | 0.269 |

Źródło: 
Punktacja: zwycięstwo – 2 pkt; porażka – 1 pkt
     awans do turnieju finałowego

## Faza finałowa

### Grupa G
| Data  | Drużyna 1        | Wynik | Drużyna 2        | 1    | 2     | 3     | 4     | 5    | * |
| ----- | ---------------- | ----- | ---------------- | ---- | ----- | ----- | ----- | ---- | - |
| 17.06 | Korea Południowa | 3:2   | Chiny            | 9:15 | 5:15  | 16:14 | 16:14 | 15:6 |   |
| 18.06 | Chiny            | 3:1   | Rosja            |      |       |       |       |      |   |
| 19.06 | Rosja            | 3:1   | Korea Południowa | 9:15 | 15:13 | 15:5  | 15:12 |      |   |

| Lp. | Drużyna          | Pkt | Mecze | Mecze | Mecze | Sety | Sety | Sety  |
| Lp. | Drużyna          | Pkt | M     | W     | P     | wyg. | prz. | ratio |
| --- | ---------------- | --- | ----- | ----- | ----- | ---- | ---- | ----- |
| 1   | Chiny            | 3   | 2     | 1     | 1     | 5    | 4    | 1.250 |
| 2   | Rosja            | 3   | 2     | 1     | 1     | 4    | 4    | 1.000 |
| 3   | Korea Południowa | 3   | 2     | 1     | 1     | 4    | 5    | 0.800 |

Źródło: 
Punktacja: zwycięstwo – 2 pkt; porażka – 1 pkt

### Grupa H
| Data  | Drużyna 1 | Wynik | Drużyna 2 | 1     | 2     | 3    | 4     | 5 | * |
| ----- | --------- | ----- | --------- | ----- | ----- | ---- | ----- | - | - |
| 17.06 | Kuba      | 3:0   | Brazylia  | 15:5  | 15:10 | 15:7 |       |   |   |
| 18.06 | Kuba      | 3:1   | Japonia   | 10:15 | 15:5  | 15:7 | 15:10 |   |   |
| 19.06 | Brazylia  | 3:1   | Japonia   |       |       |      |       |   |   |

| Lp. | Drużyna  | Pkt | Mecze | Mecze | Mecze | Sety | Sety | Sety  |
| Lp. | Drużyna  | Pkt | M     | W     | P     | wyg. | prz. | ratio |
| --- | -------- | --- | ----- | ----- | ----- | ---- | ---- | ----- |
| 1   | Kuba     | 4   | 2     | 2     | 0     | 6    | 1    | 6.000 |
| 2   | Brazylia | 3   | 2     | 1     | 1     | 3    | 4    | 0.750 |
| 3   | Japonia  | 2   | 2     | 0     | 2     | 2    | 6    | 0.333 |

Źródło: 
Punktacja: zwycięstwo – 2 pkt; porażka – 1 pkt

### Mecz o 3. miejsce
| Data  | Drużyna 1 | Wynik | Drużyna 2 | 1    | 2     | 3     | 4    | 5 | * |
| ----- | --------- | ----- | --------- | ---- | ----- | ----- | ---- | - | - |
| 20.06 | Rosja     | 3:1   | Brazylia  | 3:15 | 15:10 | 17:15 | 15:7 |   |   |

### Finał
| Data  | Drużyna 1 | Wynik | Drużyna 2 | 1     | 2    | 3    | 4    | 5 | * |
| ----- | --------- | ----- | --------- | ----- | ---- | ---- | ---- | - | - |
| 20.06 | Kuba      | 3:0   | Chiny     | 45:12 | 15:1 | 15:4 | 15:7 |   |   |

## Klasyfikacja końcowa
| Miejsce | Reprezentacja     |
| ------- | ----------------- |
| złoto   | Kuba              |
| srebro  | Chiny             |
| brąz    | Rosja             |
| 4.      | Brazylia          |
| 5.      | Korea Południowa  |
| 6.      | Japonia           |
| 7.      | Stany Zjednoczone |
| 8.      | Niemcy            |